# Uraniastar
Uraniastar ist ein umfangreiches Astronomieprogramm, das um 1990 von Michael Pietschnig und Wolfgang Vollmann für die Urania-Sternwarte und für das Planetarium der Stadt Wien entwickelt wurde. Mit seinen Algorithmen und grafischen Darstellungen diente es bis etwa 2010 für die Führungen auf der Sternwarte und im Planetarium, aber auch als Grundlage für die vom Astronomischen Büro in Wien herausgegebenen astronomischen Jahrbücher.
Die mithilfe von Turbo Pascal geschriebene Software kann als Vorläufer von Planetariumsprogrammen wie Stellarium betrachtet werden. Sie wird bis heute von vielen Amateurastronomen und -Vereinen verwendet und wird auch in wissenschaftlichen Publikationen zitiert (Sichtbarkeitsberechnungen bzw. Mondkalender). Sie gestattet zahlreiche Berechnungen von Himmelsanblick und Gestirnen, Sonne und Planeten für beliebiges Datum und Zeit, sowie Konstellationen, Finsternisse und andere vorausrechenbare Erscheinungen. Neben der nötigen Ephemeridenrechnung hat sie weitere Funktionen für die Astronomische Phänomenologie. Obwohl die EGA-Grafik nicht mehr modernen Ansprüchen genügt, wird Uraniastar wegen seiner Vielfalt nach wie vor bei populären Sternführungen und Demos verwendet.
Seine Module für die Berechnung von Ephemeriden im Sonnensystem waren bis 2019 die Grundlage für die Planetendaten im Jahrbuch Österreichischer Himmelskalender, dessen Layout seitdem im Wesentlichen vom Astronomischen Almanach für Österreich (AAÖ) weitergeführt wird.
Uraniastar kann auf der Website des Österreichischen Astronomischen Vereins als Abandonware heruntergeladen werden.